# Micrapate mexicana
Micrapate mexicana is een keversoort uit de familie boorkevers (Bostrichidae). De wetenschappelijke naam van de soort is voor het eerst geldig gepubliceerd in 1950 door Fisher.